# Мікаель Нільссон (футболіст, 1978)
Мікаель Нільссон (швед. Mikael Nilsson, нар. 24 червня 1978, Овесгольм) — шведський футболіст, що грав на позиції захисника.
Виступав, зокрема, за клуби «Гальмстад» та «Панатінаїкос», а також національну збірну Швеції.

## Клубна кар'єра
У дорослому футболі дебютував 2000 року виступами за команду «Гальмстад», у якій провів чотири сезони, взявши участь у 103 матчах чемпіонату. Більшість часу, проведеного у складі «Гальмстада», був основним гравцем захисту команди.
Протягом 2004—2005 років захищав кольори клубу «Саутгемптон».
Своєю грою за останню команду привернув увагу представників тренерського штабу клубу «Панатінаїкос», до складу якого приєднався 2005 року. Відіграв за клуб з Афін наступні чотири сезони своєї ігрової кар'єри. Граючи у складі «Панатінаїкоса» також здебільшого виходив на поле в основному складі команди.
Протягом 2009—2012 років захищав кольори клубу «Брондбю».
Завершив ігрову кар'єру у команді «Фремад Амагер», за яку виступав протягом 2012 року.

## Виступи за збірну
У 2002 році дебютував в офіційних матчах у складі національної збірної Швеції.
У складі збірної був учасником чемпіонату Європи 2004 року у Португалії, чемпіонату світу 2006 року у Німеччині, чемпіонату Європи 2008 року в Австрії та Швейцарії.
Загалом протягом кар'єри в національній команді, яка тривала 8 років, провів у її формі 64 матчі, забивши 3 голи.